# Distrito de Santa Fe
El distrito de Santa Fe es una de las divisiones que conforma la provincia de Veraguas, situado en la República de Panamá.

## Historia
Hace mucho tiempo, la costa norte de Veraguas era cacicado por el cacique "El Quibian" quien después de la historia Hispánica, dejó descendientes, quienes se entremezclaron con otros grupos, principalmente con los españoles.

## Gobierno y política
El Distrito de Santa Fe fue fundado el 30 de agosto de 1557 por el Capitán Francisco Vásquez.
Santa Fe ha sido parte de los grandes movimientos revolucionarios que formaron la república, en sus escarpadas montañas se libraron algunas de las batallas de la guerra de los 1000 días.
Originalmente el pueblo de Santa Fe estaba ubicado en La Cabulla, sin embargo, este pueblo fue atacado, saqueado y destruido por los indios Mesquitos, motivo por el cual los residentes ubicaron el pueblo en donde hoy día se encuentra.
Santa Fe tiene grandes riquezas naturales y humanas, teniendo una población con característica muy particulares, en él se encuentran personas de ascendencia Española, Francesa, Alemana, estadounidense y Mestiza.
Hoy por hoy Santa Fe es uno de los Distritos con mayor desarrollo Turístico de la región central del país.

## División político-administrativa
Está conformado por ocho corregimientos:
- Santa Fe
- Calovébora
- El Alto
- El Cuay
- El Pantano
- Gatuncito
- Río Luis
- Rubén Cantú

## Geografía
El clima del distrito de Santa Fe es de tipo subtropical. Entre los puntos más altos del distrito de Santa Fe se destacan el Cerro Negro con una altitud de 1518  m s. n. m. y Cerro Chicu con una altura de 1764 m s. n. m.
En Santa Fe se disfruta de un agradable clima, con temperaturas de hasta de 16 °C, hermosos paisajes y la facilidad de obtener frutas, legumbres y vegetales variados a módicos precios y muy frescos.
Se encuentra rodeada de hermosos paisajes montañosos (Cerro Tute, Cerro Negro y otros) y sus alrededores son bañados por el Río Santa María y sus afluentes.

## Galería

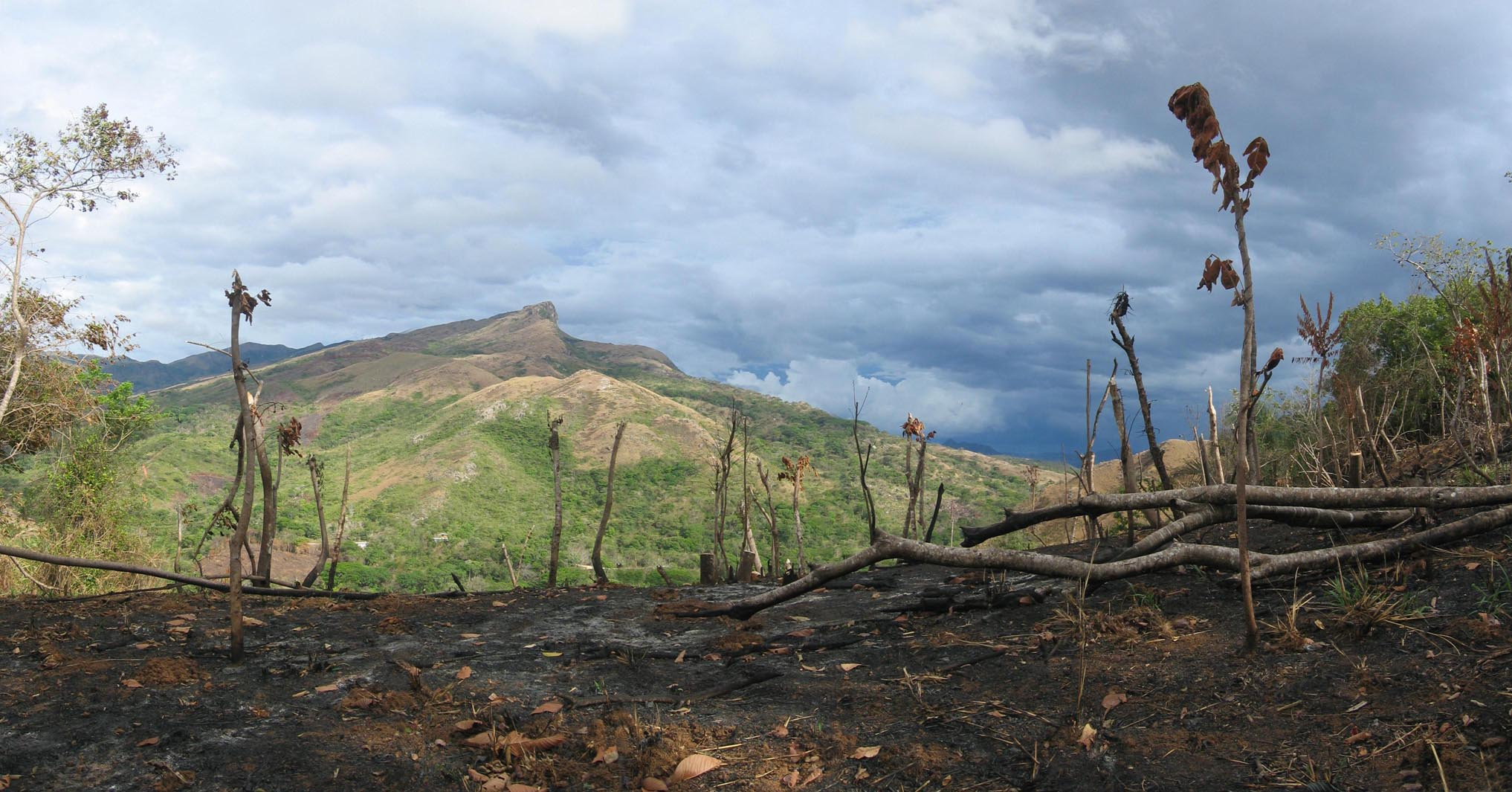
Algunas montañas deforestadas al sur de Santa Fe
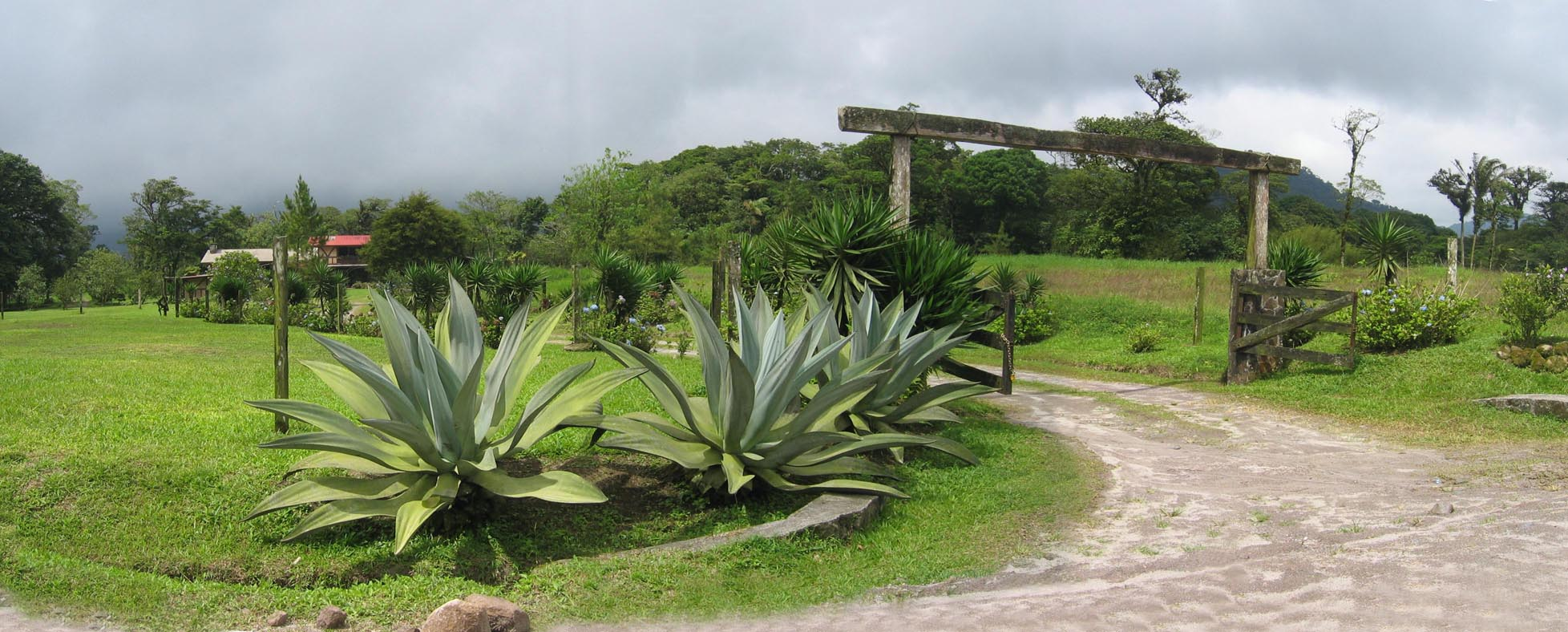
Una puerta de granja en la montaña al este de Santa Fe
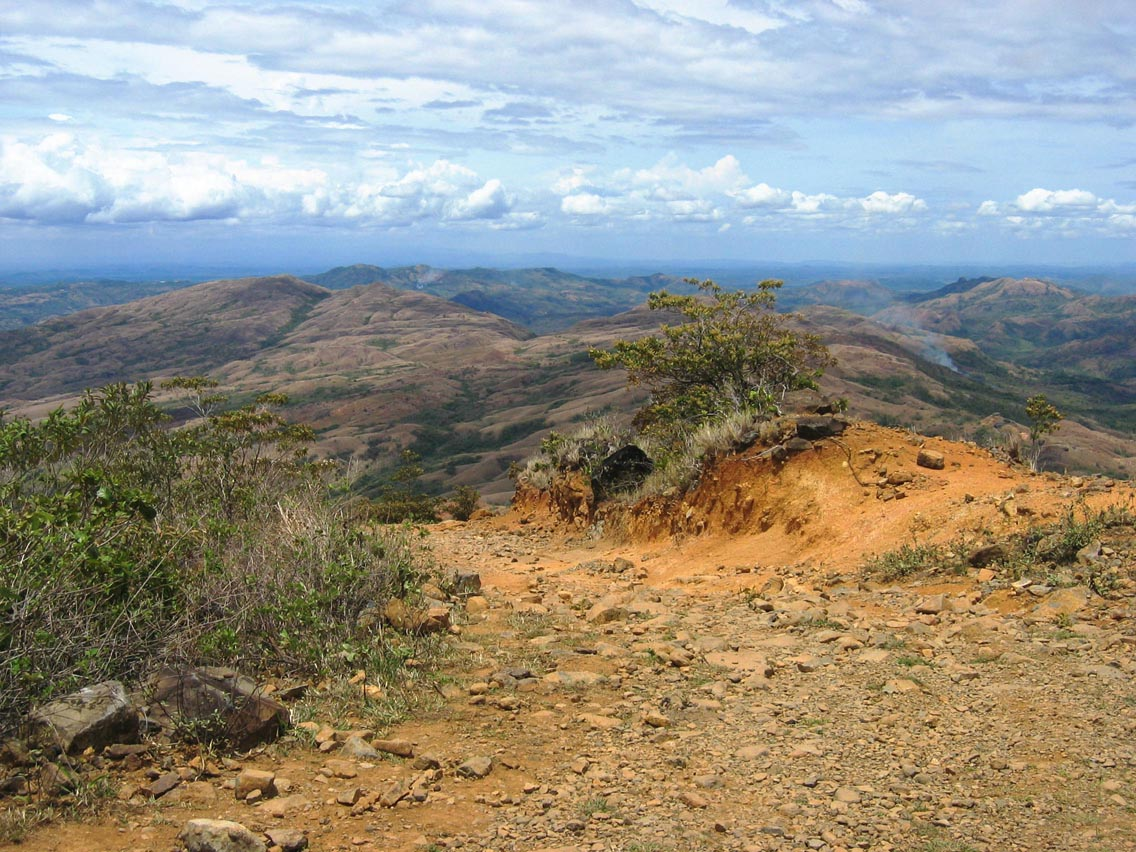
Una vista hacia el sur desde el Cráter Rim
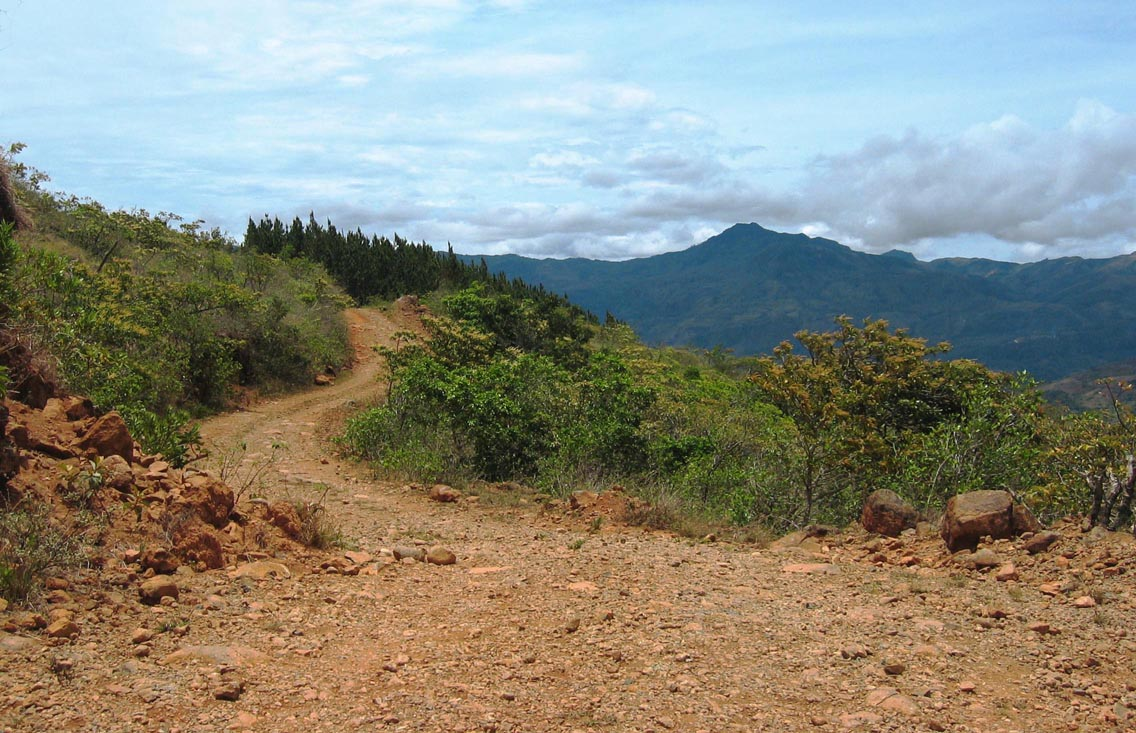
Una vista hacia el sur desde el Cráter Rim
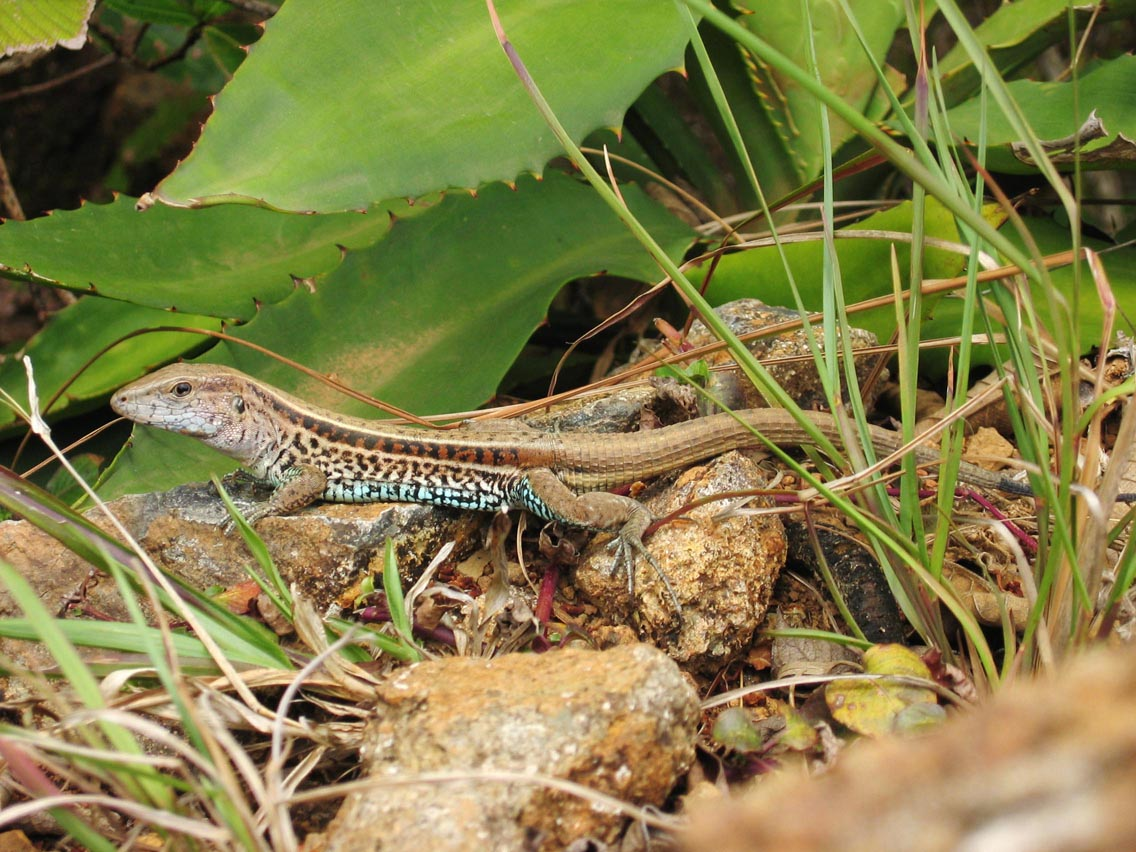
Un lagarto cerca de Santa Fe
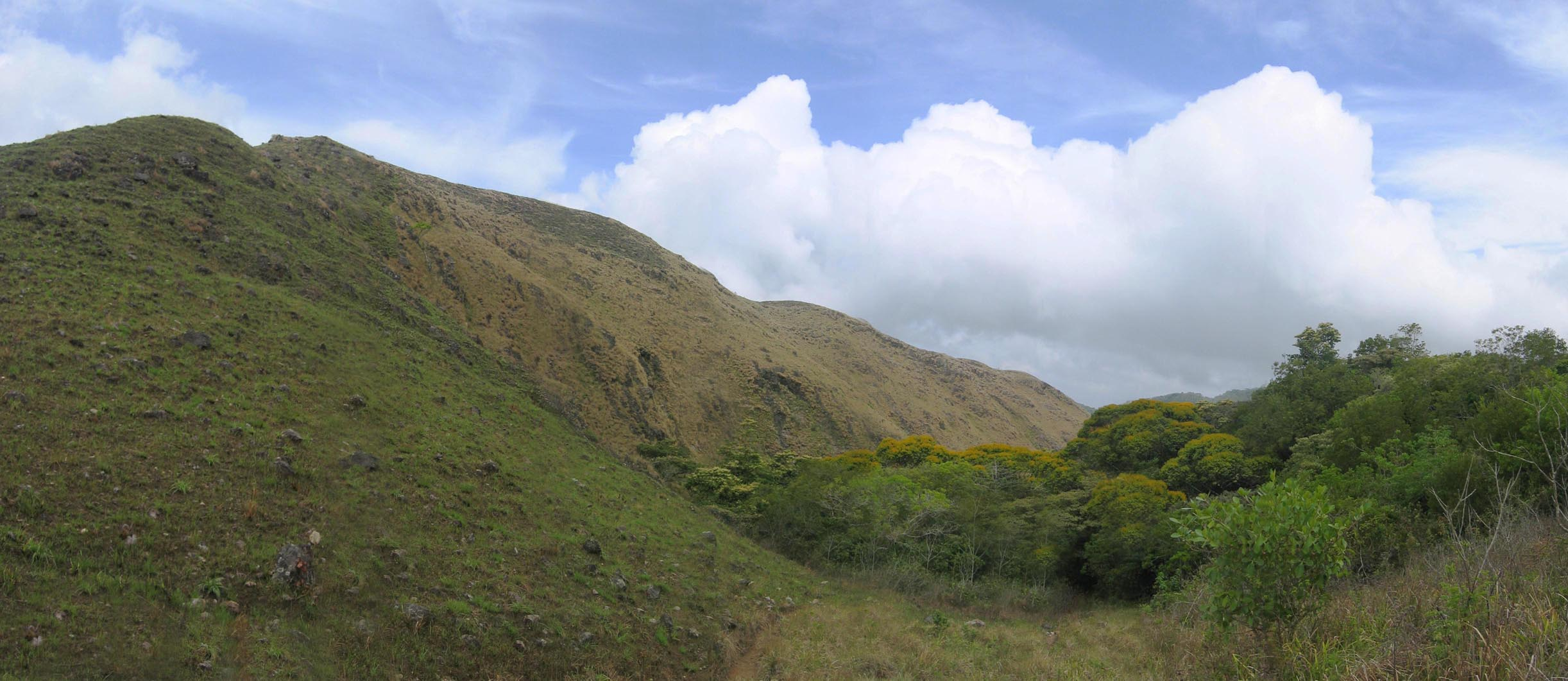
Las montañas al norte de Santa Fe
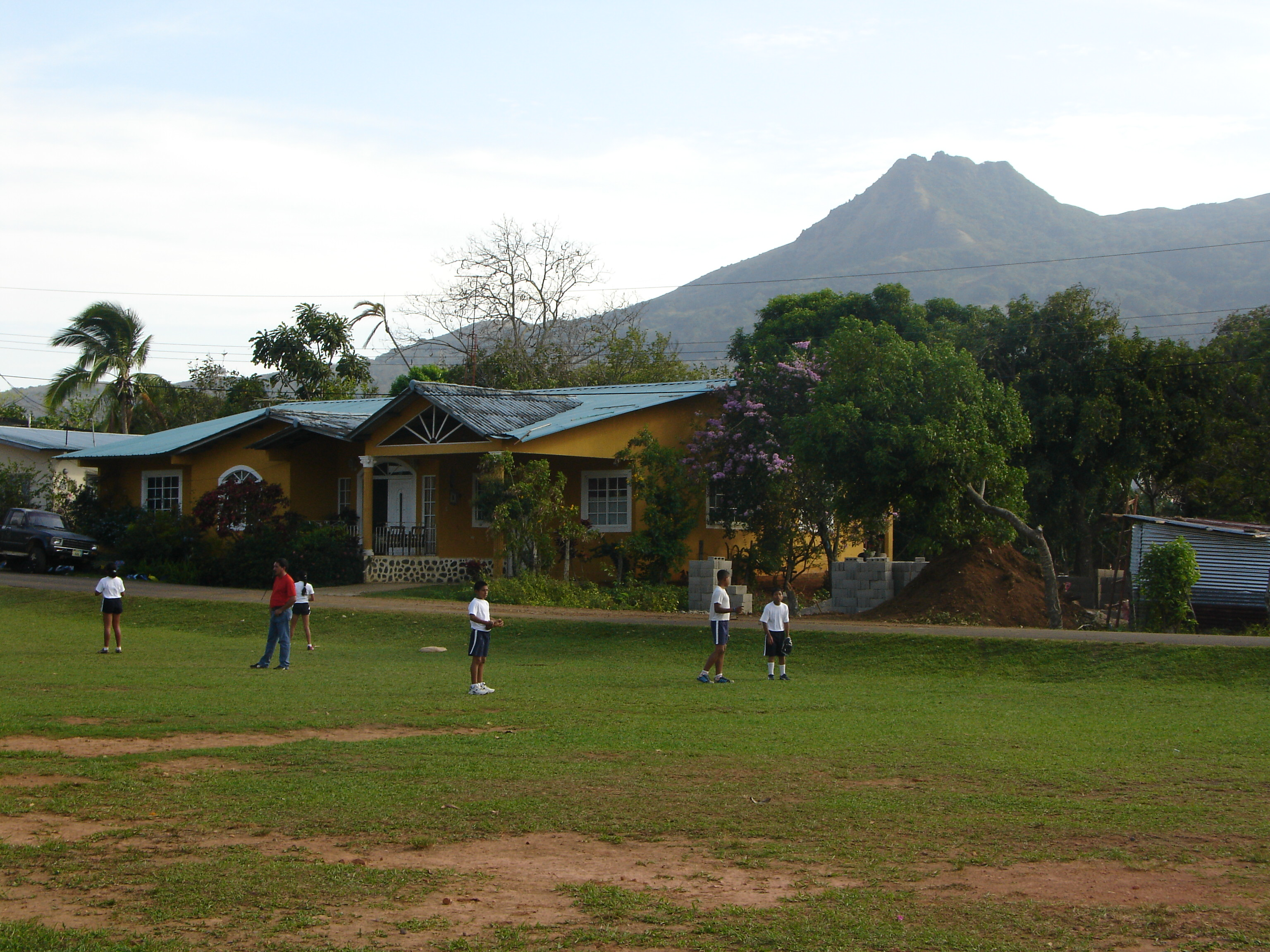
Cerro El Tute, símbolo de la pequeña ciudad
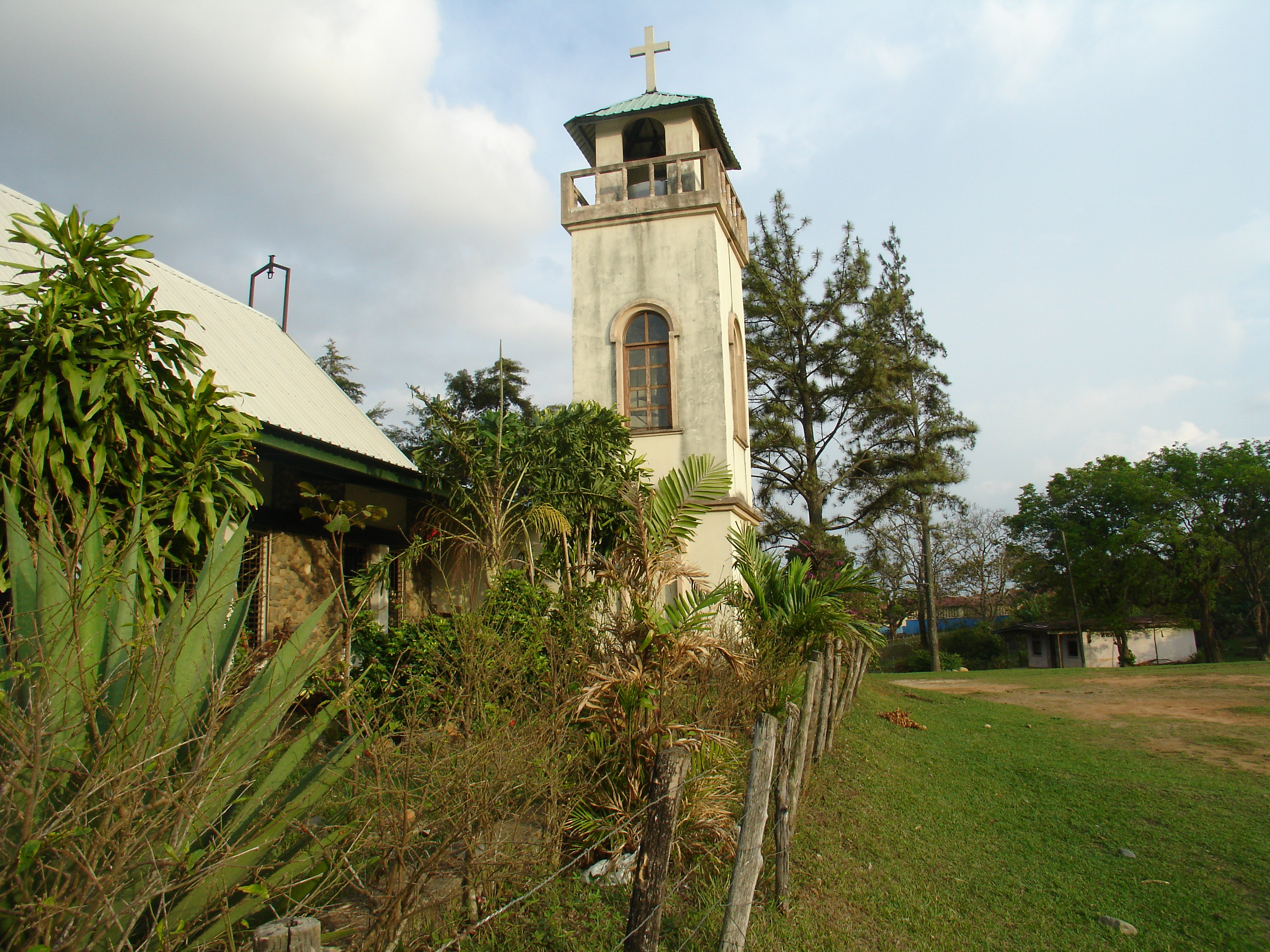
La iglesia en el centro del pueblo

## Economía
La manera de desarrollar su economía es sembrando y vendiendo sus cosechas.
En su gran mayoría se dedican a la siembra de tomates, lechuga, cebollas, papas, naranjas (las mejores de Panamá), diversidad de granos incluyendo arroz, mandarinas, café.
Viven en algunas áreas del trueque.